# Planura
Planura là một đô thị thuộc bang Minas Gerais, Brasil. Đô thị này có diện tích 317,992 km², dân số năm 2007 là 10289 người, mật độ 28,4 người/km².